# Copa de la Reina de balonmano
La Copa de la Reina de Balonmano es la segunda competición para clubes femeninos de balonmano más importante de España. Se celebra desde la temporada 1979-80.

## Historial
| Ed.     | Temporada | Campeón                              | Res.         | Subcampeón                           | Sede                  |
| ------- | --------- | ------------------------------------ | ------------ | ------------------------------------ | --------------------- |
| I       | 1979-80   | BM Rancho Castelldefels              | 15-11        | C. BM Íber Valencia                  | Huelva                |
| II      | 1980-81   | C. BM Íber Valencia                  | 22-10        | A.C.D. Ayete                         | Úbeda                 |
| III     | 1981-82   | C. BM Íber Valencia                  | 25-13        | BM. Zaragoza                         | Castellón de la Plana |
| IV      | 1982-83   | C. BM Íber Valencia                  | 21-16        | GM Leganés                           | Leganés               |
| V       | 1983-84   | C. BM Íber Valencia                  | 23-13        | CB Hernani                           | Toledo                |
| VI      | 1984-85   | C. BM Íber Valencia                  | 24-9         | Mades Seguros                        | Valencia              |
| VII     | 1985-86   | C. BM Íber Valencia                  | 16-15        | Mades Seguros                        | Hernani               |
| VIII    | 1986-87   | C. BM Íber Valencia                  | 17-16        | Mades Seguros                        | Castelldefels         |
| IX      | 1987-88   | C. BM Íber Valencia                  | 19-18        | C. M. Leganés                        | Las Rozas de Madrid   |
| X       | 1988-89   | C. BM Íber Valencia                  | 28-15        | At. Mades Seguros                    | Valencia              |
| XI      | 1989-90   | At. Constructora Estellés            | 21-17        | CB Universidad de Valladolid         | Getafe                |
| XII     | 1990-91   | C. BM Íber Valencia                  | 20-19        | EMT Pegaso                           | Las Palmas            |
| XIII    | 1991-92   | C. BM Íber Valencia                  | 24-23        | At. Constructora Estellés            | Ribarroja del Turia   |
| XIV     | 1992-93   | C. BM Íber Valencia                  | 29-21        | Corte Blanco-Bidebieta               | Pinto                 |
| XV      | 1993-94   | C. BM Íber Valencia                  | 32-22        | C. M. Leganés                        | Leganés               |
| XVI     | 1994-95   | C. BM Mar Valencia-El Osito L'Eliana | 26-25        | C. M. Leganés                        | Leganés               |
| XVII    | 1995-96   | C. BM Mar Valencia-El Osito L'Eliana | 28-23 (t.s.) | Corte Blanco-Bidebieta               | San Sebastián         |
| XVIII   | 1996-97   | C. BM Mar Valencia-El Osito L'Eliana | 33-21        | Corte Blanco-Bidebieta               | Elda                  |
| XIX     | 1997-98   | C. BM Mar Valencia-El Osito L'Eliana | 28-20        | Ferrobús Mislata                     | L´Eliana              |
| XX      | 1998-99   | C. BM Mar Valencia-Milar L'Eliana    | 34-22        | Alsa Elda Prestigio                  | L´Eliana              |
| XXI     | 1999-00   | C. BM Mar Valencia-Milar L'Eliana    | 30-25        | Ferrobús Mislata                     | Almería               |
| XXII    | 2000-01   | Ferrobús Mislata                     | 21-20        | C. BM Mar Valencia-El Osito L'Eliana | L´Eliana              |
| XXIII   | 2001-02   | Alsa Elda Prestigio                  | 33-31        | Ferrobús Mislata                     | Telde                 |
| XXIV    | 2002-03   | Ferrobús Mislata                     | 26-22        | C. BM Mar Valencia-El Osito L'Eliana | L´Eliana              |
| XXV     | 2003-04   | Ferrobús Mislata                     | 32-30        | C. BM Mar Valencia-El Osito L'Eliana | Elda                  |
| XXVI    | 2004-05   | Orsan Elda Prestigio                 | 27-26        | Astroc Sagunto                       | Vícar                 |
| XXVII   | 2005-06   | Cementos La Unión Ribarroja          | 27-26        | Akaba Bera Bera                      | León                  |
| XXVIII  | 2006-07   | Akaba Bera Bera                      | 25-22        | Cementos La Unión Ribarroja          | L´Eliana              |
| XXIX    | 2007-08   | BM Mar Valencia Sagunto              | 33-27        | Akaba Bera Bera                      | Estella               |
| XXX     | 2008-09   | Akaba Bera Bera                      | 25-19        | Prosolia Gaviota Elda Prestigio      | Monóvar               |
| XXXI    | 2009-10   | Itxako Reyno de Navarra              | 35-29        | Mar Alicante                         | León                  |
| XXXII   | 2010-11   | Itxako Reyno de Navarra              | 29-21        | Elda Prestigio                       | Telde                 |
| XXXIII  | 2011-12   | Asfi Itxako                          | 35-26        | Bera Bera                            | Altea                 |
| XXXIV   | 2012-13   | Bera Bera                            | 25-24        | Ro´Casa ACE                          | Porriño/La Guardia    |
| XXXV    | 2013-14   | Bera Bera                            | 26-21        | Rocasa ACE G.C.                      | Alcobendas            |
| XXXVI   | 2014-15   | Rocasa G.C. ACE                      | 20-19 (t.s.) | Bera Bera                            | Castellón de la Plana |
| XXXVII  | 2015-16   | Bera Bera                            | 33-17        | BM Zuazo                             | Porriño               |
| XXXVIII | 2016-17   | Rocasa G.C. ACE                      | 27-26 (t.s.) | Bera Bera                            | Porriño               |
| XXXIX   | 2017-18   | Mavi N.Tecnologías Gijón             | 20-17        | Bera Bera                            | Málaga                |
| XL      | 2018-19   | Bera Bera                            | 30-17        | Aula Alimentos de Valladolid         | Baracaldo             |
| XLI     | 2019-20   | Rincón Fertilidad Málaga             | 24-20        | visit Elche.com                      | Alhaurín de la Torre  |
| XLII    | 2020-21   | visit Elche.com                      | 32-26        | Aula Alimentos de Valladolid         | Telde                 |
| XLIII   | 2021-22   | Málaga Costa del Sol                 | 33-26        | Atlético Guardés                     | San Sebastián         |
| XLIV    | 2022-23   | Super Amara Bera Bera                | 31-25        | KH-7 BM. Granollers                  | Málaga                |
| XLV     | 2023-24   | Super Amara Bera Bera                | 32-24        | Aula Alimentos de Valladolid         | San Sebastián         |
| XLVI    | 2024-25   | Super Amara Bera Bera                | 30-21        | Club Deportivo Beti Onak             | Granollers            |

### Palmarés
| Equipo                                       | Títulos | Subcamp. | Años campeonatos |
| -------------------------------------------- | ------- | -------- | --- |
| BM Mar Valencia                              | 20      | 5        | 1981, 1982, 1983, 1984, 1985, 1986, 1987, 1988, 1989, 1991, 1992, 1993, 1994, 1995, 1996, 1997, 1998, 1999, 2000, 2008 |
| Balonmano Bera Bera                          | 9       | 9        | 2007, 2009, 2013, 2014, 2016, 2019, 2023, 2024, 2025                                                                   |
| CB Amadeo Tortajada                          | 5       | 9        | 1990, 2001, 2003, 2004, 2006                                                                                           |
| S.D. Itxako                                  | 3       | -        | 2010, 2011, 2012 |
| BM Elda Prestigio                            | 2       | 3        | 2002, 2005 |
| Balonmano Remudas                            | 2       | 2        | 2015, 2017 |
| Club Balonmano Femenino Málaga Costa del Sol | 2       | -        | 2020, 2022 |
| CB Elche                                     | 1       | 1        | 2021 |
| Balonmano Deportivo Castelldefels            | 1       | -        | 1980 |
| Club Balonmano La Calzada                    | 1       | -        | 2018 |
| C. M. Leganés                                | -       | 4        | |
| Club Deportivo Balonmano Aula Cultural       | -       | 3        | |
| BM Zuazo                                     | -       | 1        | |
| BM. Zaragoza                                 | -       | 1        | |
| EMT Pegaso                                   | -       | 1        | |
| A.C.D. Ayete                                 | -       | 1        | |
| CB Hernani                                   | -       | 1        | |
| CB Universidad de Valladolid                 | -       | 1        | |
| CB Mar Alicante                              | -       | 1        | |
| Atlético Guardés                             | -       | 1        | |
| Balonmano Granollers                         | -       | 1        | |
| Club Deportivo Beti Onak                     | -       | 1        | |